# Persone di nome Malcolm
| Questa pagina contiene informazioni ricavate automaticamente dalle voci biografiche con l'ausilio del template Bio e di un bot. L'aggiornamento è periodico e automatico e ricostruisce completamente la pagina. Se manca una persona in questa lista, sei pregato di non aggiungerla, ma accertati piuttosto che la sua voce biografica contenga il template Bio e che i dati anagrafici siano correttamente compilati. Se il template Bio manca, inseriscilo tu stesso o, in alternativa, metti l'avviso {{tmp\|Bio}} che ne segnala la mancanza. Se i dati riportati sono sbagliati, correggi direttamente la voce biografica; le modifiche saranno visibili in questa lista entro pochi giorni. Per chiarimenti vedi il progetto antroponimi. La lista contiene solo le 124 persone che sono citate nell'enciclopedia e per le quali è stato implementato correttamente il template Bio. Pagina aggiornata al 16 ott 2024. |

Questa è una lista di persone presenti nell'enciclopedia che hanno il prenome Malcolm, suddivise per attività principale.

## Allenatori di calcio(3)
- Malcolm Allison, allenatore di calcio e calciatore inglese (Dartford, n. 1927 - Trafford, † 2010)
- Malcolm MacDonald, allenatore di calcio e calciatore scozzese (Glasgow, n. 1913 - Adrossan, † 1999)
- Malcolm Shotton, allenatore di calcio e ex calciatore inglese (Newcastle upon Tyne, n. 1957)

## Arcivescovi cattolici(1)
- Malcolm Patrick McMahon, arcivescovo cattolico inglese (Londra, n. 1949)

## Astronauti(1)
- Malcolm Carpenter, astronauta statunitense (Boulder, n. 1925 - Denver, † 2013)

## Astronomi(1)
- Malcolm Hartley, astronomo inglese

## Attivisti(1)
- Malcolm X, attivista e politico statunitense (Omaha, n. 1925 - New York, † 1965)

## Attori(13)
- Malcolm Atterbury, attore statunitense (Filadelfia, n. 1907 - Beverly Hills, † 1992)
- Malcolm Barrett, attore statunitense (Brooklyn, n. 1980)
- Malcolm Cherry, attore britannico (Liverpool, n. 1878 - Londra, † 1925)
- Malcolm Gets, attore statunitense (Waukegan, n. 1968)
- Malcolm Goodwin, attore statunitense (New York, n. 1982)
- Douglas Henderson, attore statunitense (Montclair, n. 1919 - Studio City, † 1978)
- Malcolm Keen, attore inglese (Bristol, n. 1887 - Northwood, † 1970)
- Malcolm David Kelley, attore, cantautore e rapper statunitense (Bellflower, n. 1992)
- Malcolm McDowell, attore britannico (Leeds, n. 1943)
- Malcolm McGregor, attore statunitense (Newark, n. 1892 - Hollywood, † 1945)
- Malcolm Sinclair, attore inglese (Londra, n. 1950)
- Malcolm Stewart, attore canadese (Montréal, n. 1948)
- Malcolm Treviño-Sitté, attore e modello equatoguineano (Guinea Equatoriale, n. 1981)

## Attori teatrali(1)
- Malcolm Duncan, attore teatrale statunitense (Brooklyn, n. 1881 - Long Island, † 1942)

## Calciatori(13)
- Malcolm Allen, ex calciatore gallese (Deiniolen, n. 1967)
- Malcolm Barcola, calciatore francese (Lione, n. 1999)
- Malcolm Bland, ex calciatore neozelandese
- Malcolm Cacutalua, calciatore tedesco (Troisdorf, n. 1994)
- Malcolm Dawes, ex calciatore inglese (Trimdon, n. 1944)
- Malcolm Esajas, ex calciatore olandese (Amsterdam, n. 1986)
- Malcolm Jeng, calciatore svedese (n. 2005)
- Malcolm Licari, ex calciatore maltese (Pietà, n. 1978)
- Malcolm Linton, ex calciatore inglese (Southend-on-Sea, n. 1952)
- Malcolm Musgrove, calciatore e allenatore di calcio inglese (Lynemouth, n. 1933 - Torquay, † 2007)
- Malcolm Newlands, calciatore scozzese (Wishaw, n. 1925 - Motherwell, † 1996)
- Malcolm Shaw, calciatore trinidadiano (Pickering, n. 1997)
- Malcolm Waldron, ex calciatore inglese (Emsworth, n. 1956)

## Canottieri(1)
- Malcolm Howard, canottiere canadese (Victoria, n. 1983)

## Cantanti(2)
- Malcolm McEachern, cantante australiano (Albury, n. 1883 - Londra, † 1945)
- Malcolm Mooney, cantante e pittore statunitense (Stati Uniti, n. 1944)

## Cantautori(2)
- Dr. John, cantautore, pianista e chitarrista statunitense (New Orleans, n. 1941 - New Orleans, † 2019)
- Malcolm Holcombe, cantautore e compositore statunitense (Asheville, n. 1955 - † 2024)

## Cestisti(16)
- Malcolm Armstead, cestista statunitense (Florence, n. 1989)
- Malcolm Brogdon, cestista statunitense (Norcross, n. 1992)
- Malcolm Brooks, ex cestista statunitense (Brooklyn, n. 1992)
- Malcolm Cazalon, cestista francese (Roanne, n. 2001)
- Malcolm Delaney, cestista statunitense (Baltimora, n. 1989)
- Malcolm Finlay, cestista britannico (South Shields, n. 1919 - † 2007)
- Malcolm Grant, ex cestista statunitense (Brooklyn, n. 1988)
- Malcolm Griffin, cestista statunitense (Chicago, n. 1991)
- Malcolm Hill, cestista statunitense (St. Louis, n. 1995)
- Malcolm Lee, ex cestista statunitense (Riverside, n. 1990)
- Malcolm Mackey, ex cestista statunitense (Chattanooga, n. 1970)
- Mal McMullen, cestista statunitense (Fostoria, n. 1927 - Kokomo, † 1995)
- Malcolm Miller, cestista statunitense (Laytonsville, n. 1993)
- M.J. Rhett, cestista statunitense (Hopkins, n. 1992)
- Malcolm Thomas, cestista statunitense (Columbia, n. 1988)
- Red Wiseman, cestista canadese (Winnipeg, n. 1913 - Oakville, † 1993)

## Chitarristi(2)
- Malcolm Middleton, chitarrista e cantante britannico (Dumfries, n. 1973)
- Malcolm Young, chitarrista britannico (Glasgow, n. 1953 - Sydney, † 2017)

## Ciclisti su strada(1)
- Malcolm Elliott, ex ciclista su strada e pistard britannico (Sheffield, n. 1961)

## Climatologi(1)
- Malcolm K. Hughes, climatologo britannico (Matlock, n. 1943)

## Compositori(1)
- Malcolm Arnold, compositore, direttore d'orchestra e trombettista inglese (Northampton, n. 1921 - Norwich, † 2006)

## Conduttori radiofonici(1)
- Malcolm Macdonald, conduttore radiofonico, ex calciatore e allenatore di calcio inglese (Fulham, n. 1950)

## Danzatori su ghiaccio(1)
- Malcolm Cannon, ex danzatore su ghiaccio britannico (Birmingham, n. 1944)

## Designer(1)
- Malcolm Sayer, designer inglese (Cromer, n. 1916 - † 1970)

## Dirigenti d'azienda(1)
- Mal Evans, manager e musicista britannico (Liverpool, n. 1935 - Los Angeles, † 1976)

## Discoboli(1)
- Mac Wilkins, ex discobolo statunitense (Eugene, n. 1950)

## Editori(2)
- Steve Forbes, editore e politico statunitense (Morristown, n. 1947)
- Malcolm Forbes, editore statunitense (New York, n. 1919 - Far Hills, † 1990)

## Educatori(1)
- Malcolm Knowles, educatore statunitense (Livingston, n. 1913 - Arkansas, † 1997)

## Giocatori di football americano(9)
- Malcolm Koonce, giocatore di football americano statunitense (Peekskill, n. 1998)
- Malcolm Butler, ex giocatore di football americano statunitense (Vicksburg, n. 1990)
- Malcolm Jenkins, giocatore di football americano statunitense (East Orange, n. 1987)
- Malcolm Mitchell, giocatore di football americano statunitense (Valdosta, n. 1993)
- Malcolm Perry, ex giocatore di football americano statunitense (Fort Campbell, n. 1997)
- Malcolm Rodriguez, giocatore di football americano statunitense (Tahlequah, n. 1999)
- Malcolm Smith, ex giocatore di football americano statunitense (Northridge, n. 1989)
- Mike Thomas, giocatore di football americano statunitense (Greenville, n. 1953 - Houston, † 2019)
- Malcolm Williams, ex giocatore di football americano statunitense (Grand Prairie, n. 1987)

## Giornalisti(3)
- Malcolm Browne, giornalista e fotografo statunitense (New York, n. 1931 - Hanover, † 2012)
- Malcolm Gladwell, giornalista e sociologo canadese (Fareham, n. 1963)
- Malcolm Muggeridge, giornalista e scrittore britannico (Sanderstead, n. 1903 - Robertsbridge, † 1990)

## Imprenditori(2)
- Malcolm Glazer, imprenditore statunitense (Rochester, n. 1928 - Rochester, † 2014)
- Malcolm McLean, imprenditore statunitense (Maxton, n. 1913 - New York, † 2001)

## Insegnanti(1)
- Malcolm Moos, docente statunitense (Saint Paul, n. 1916 - Ten Mile Lake, † 1982)

## Linguisti(2)
- Malcolm Guthrie, linguista britannico (Hove, n. 1903 - Londra, † 1972)
- Malcolm Ross, linguista australiano (Londra, n. 1942)

## Martellisti(1)
- Malcolm Nokes, martellista e discobolo britannico (Edmonton, n. 1897 - Alton, † 1986)

## Matematici(1)
- Douglas McIlroy, matematico, ingegnere e programmatore statunitense (Newburgh, n. 1932)

## Militari(1)
- Malcolm Donald Murray, ufficiale scozzese (n. 1867 - † 1938)

## Nuotatori(1)
- Malcolm Champion, nuotatore neozelandese (Isola Norfolk, n. 1883 - Auckland, † 1939)

## Pallanuotisti(1)
- Malcolm Hastie, pallanuotista australiano (n. 1929 - Melbourne, † 2017)

## Pianisti(3)
- Malcolm Bilson, pianista e musicologo statunitense (Los Angeles, n. 1935)
- Malcolm Frager, pianista statunitense (Clayton, n. 1935 - Pittsfield, † 1991)
- Mal Waldron, pianista e compositore statunitense (New York, n. 1925 - Bruxelles, † 2002)

## Piloti automobilistici(1)
- Malcolm Campbell, pilota automobilistico britannico (Chislehurst, n. 1885 - Reigate, † 1948)

## Piloti di rally(1)
- Malcolm Wilson, ex pilota di rally e dirigente sportivo britannico (Cockermouth, n. 1956)

## Politici(4)
- Malcolm Harbour, politico britannico (Woking, n. 1947)
- Malcolm Pearson, barone Pearson di Rannoch, politico britannico (Devizes, n. 1943)
- Malcolm Rifkind, politico britannico (Edimburgo, n. 1946)
- Malcolm Wallop, politico statunitense (New York, n. 1933 - Big Horn, † 2011)

## Produttori discografici(1)
- Malcolm McLaren, produttore discografico e cantante britannico (Londra, n. 1946 - Bellinzona, † 2010)

## Rapper(3)
- MadeinTYO, rapper e compositore statunitense (Honolulu, n. 1992)
- E.D.I. Mean, rapper statunitense (New York, n. 1974)
- Mac Miller, rapper, cantautore, musicista e produttore discografico statunitense (Pittsburgh, n. 1992 - Los Angeles, † 2018)

## Registi(2)
- Malcolm D. Lee, regista, sceneggiatore e produttore cinematografico statunitense (New York, n. 1970)
- Malcolm St. Clair, regista, sceneggiatore e produttore cinematografico statunitense (Los Angeles, n. 1897 - Pasadena, † 1952)

## Rugbisti a 15(2)
- Malcolm Marx, rugbista a 15 sudafricano (Germiston, n. 1994)
- Malcolm O'Kelly, ex rugbista a 15 irlandese (Chelmsford, n. 1974)

## Sassofonisti(1)
- Malcolm Duncan, sassofonista britannico (Montrose, n. 1945 - Bocholt, † 2019)

## Sceneggiatori(1)
- Malcolm Spellman, sceneggiatore e produttore televisivo statunitense

## Scenografi(2)
- Malcolm C. Bert, scenografo statunitense (Pittsburgh, n. 1902 - Westlake Village, † 1973)
- Malcolm Brown, scenografo statunitense (n. 1903 - Los Angeles, † 1967)

## Sciatori alpini(1)
- Malcolm Milne, ex sciatore alpino australiano (Beechworth, n. 1948)

## Scrittori(2)
- Malcolm Lowry, scrittore britannico (Birkenhead, n. 1909 - Ripe, † 1957)
- Mal Peet, scrittore e illustratore britannico (North Walsham, n. 1947 - † 2015)

## Tennisti(3)
- Malcolm Anderson, ex tennista australiano (Theodore, n. 1935)
- Malcolm MacDonald, tennista statunitense (Detroit, n. 1865 - St. Louis, † 1921)
- Malcolm Whitman, tennista statunitense (New York, n. 1877 - New York, † 1932)

## Tiratori a segno(1)
- Malcolm Cooper, tiratore a segno britannico (Camberley, n. 1947 - Eastergate, † 2001)

## Velisti(1)
- Malcolm Page, velista australiano (Sydney, n. 1972)

## Velocisti(2)
- Malcolm Spence, velocista sudafricano (Johannesburg, n. 1937 - Howick, † 2010)
- Mal Spence, velocista giamaicano (Kingston, n. 1936 - Boca Raton, † 2017)

## Violinisti(1)
- Malcolm Goldstein, violinista statunitense (New York, n. 1936)

## Wrestler(1)
- Malcolm Kirk, wrestler britannico (Featherstone, n. 1935 - Great Yarmouth, † 1987)

## Senza attività specificata(1)
- Malcolm Turnbull, ex politico e imprenditore australiano (Sydney, n. 1954)